# Isla Wales
La isla Wales o isla de Gales (en inglés: Wales Island; en inuktitut: Shartoo; previamente Isla Príncipe de Gales) es una de las islas deshabitadas del archipiélago ártico canadiense, localizada en la región Qikiqtaaluk en el territorio de Nunavut. Situada a 1,5 km (0,93 millas) fuera de la península de Melville, la isla se encuentra en la bahía Committee en el oeste del golfo de Boothia. Tiene una superficie de 1.137 km² (45ª del país y 39.ª de Nunavut).
Fue nombrada isla Príncipe de Gales (Prince of Wales Island) por el explorador escocés del ártico, el Dr. John Rae, nombre que fue acortado posteriormente a isla Wales (isla Gales)